# Sébastien Bouthillier
Pour l’article homonyme, voir Bouthillier.
Sébastien Bouthillier  (né vers 1582 et mort à Mont-de-Marsan le 17 janvier 1625) est un ecclésiastique qui fut évêque d'Aire de 1621 à 1625.

## Biographie
Sébastien Bouthillier est le 2e fils de Denis Bouthillier, seigneur de Fouilletourte et de Petit-Oye, avocat au parlement de Paris et de son épouse Claudine de Pacheco. C'est donc le frère cadet de Claude Bouthillier. Comme les autres membres de sa famille c'est un protégé d'Armand Jean du Plessis de Richelieu qui le fait en 1614 doyen du chapitre de chanoines de son évêché de Luçon.Aumônier de la reine Marie de Médicis, il est en outre pourvu en commende du prieuré Saint-Sauveur de La Cochère. 
Nommé évêque d'Aire en 1621 à la suite du transfert de Philippe Cospéan à Nantes, il est consacré par François d’Escoubleau de Sourdis, archevêque de Bordeaux. En 1622 il est envoyé comme ambassadeur par Louis XIII de France auprès du pape Grégoire XV afin d'obtenir le titre de cardinal pour Richelieu. Son ambassade se poursuit et il ne rejoint son diocèse qu'à la fin du mois de mars 1623. Son épiscopat est bref car il meurt brutalement à Mont-de-Marsan le 17 janvier 1625 âgé de seulement 44 ans et est inhumé dans le chœur de sa cathédrale près du trône épiscopal.